# Ernst Mohr (Turner)
Ernst Karl Mohr (* 30. September 1877 in Berlin; † 18./19. Februar 1916 in Russland) war ein deutscher Kunstturner.

## Biografie
Ernst Mohr nahm bei den Olympischen Sommerspielen 1904 in St. Louis im Einzelmehrkampf, Turnerischen Dreikampf und im Dreikampf teil. Im Einzelmehrkampf konnte er mit dem vierten Platz sein bestes Resultat erzielen. In den anderen beiden Wettkämpfen belegte er den neunten Rang.